# 津田青楓
津田 青楓（つだ せいふう、1880年9月13日 - 1978年8月31日）は、京都府出身の画家、書家、随筆家、歌人。良寛研究家としても知られる。本名、津田亀治郎。旧姓、西川。津田は母方の姓。最初の妻の山脇敏子も洋画家である。

## 生涯
華道家で去風流家元の西川一葉の息子として京都市中京区押小路に生まれる。兄の西川一草亭も華道家で、去風流家元。小学校卒業後、京都の呉服問屋である千切屋に奉公し、そのうち千切屋内で意匠の仕事に携わるようになる。
はじめ四条派の升川友広に日本画を師事し、1897年、京都市立染織学校に入学。傍ら、谷口香嶠に日本画を師事。同校卒業後、同校の助手を務める。1899年、関西美術院に入学し、浅井忠と鹿子木孟郎に日本画と洋画を師事。関西美術院で学びつつ京都髙島屋の図案部に勤め、1903年には図案集『うづら衣』（山田芸艸堂）を刊行した。
1904年、兄の西川一草亭らと共に小美術会を結成。
1907年から農商務省海外実業実習生として安井曾太郎と共にフランスの首都パリに留学し、アカデミー・ジュリアンにてジャン＝ポール・ローランスに師事。アールヌーヴォーの影響を受ける。1909年に帰朝。在仏中に安井曽太郎、荻原守衛、高村光太郎ら画家・彫刻家と交遊した。1913年に文展を脱退し、1914年、二科会創立に参加。1929年、京都市東山区清閑寺霊山町に津田洋画塾を開く。
夏目漱石とは晩年の5年ほど門下および友人として付き合った。漱石に油絵を教えた他、漱石の『道草』『明暗』や森田草平の『十字街』などの装丁を手がけた。

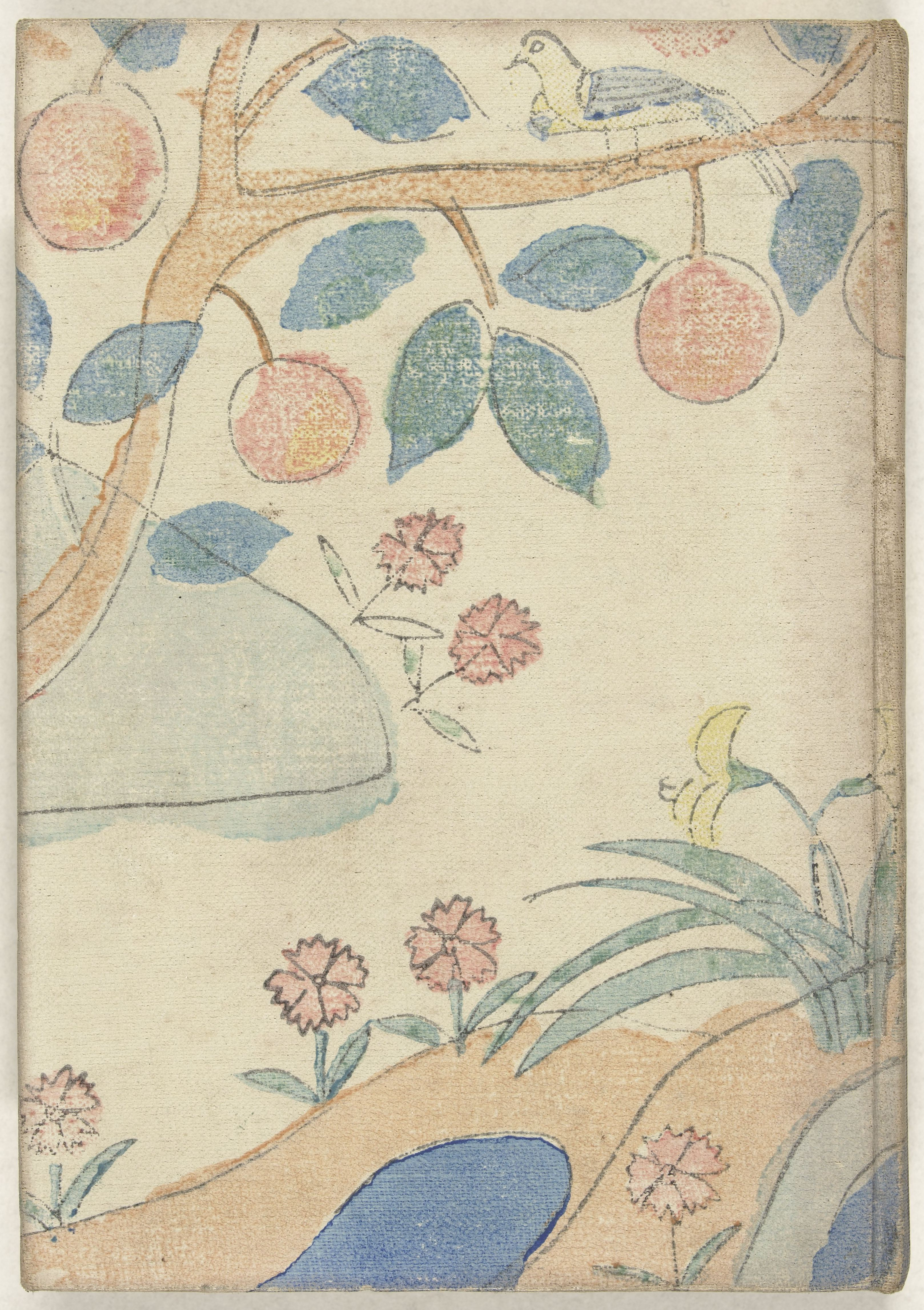
『明るみへ』与謝野晶子著、津田青楓表紙、中沢弘光口絵金尾文淵堂1916年

漱石の没後、河上肇の感化を受けてプロレタリア運動に加わり、1931年、第18回二科展に、立派に聳え立つ国会議事堂と粗末な庶民の家屋群を対比させた『ブルジョワ議会と民衆の生活』を出品したが警察当局の圧力により『新議会』と改題させられた。1933年、小林多喜二への虐殺を主題に油絵『犠牲者』を描いていたところを警察に検挙され、留置を受け、処分保留で釈放される。
のち転向して1933年（昭和8年）までに二科会を脱退、洋画から日本画に転じる。
東京都にある練馬区立美術館で2020年、没後初の本格的回顧展「生誕140年記念 背く画家 津田青楓とあゆむ明治・大正・昭和」展が開かれた。

## 著書

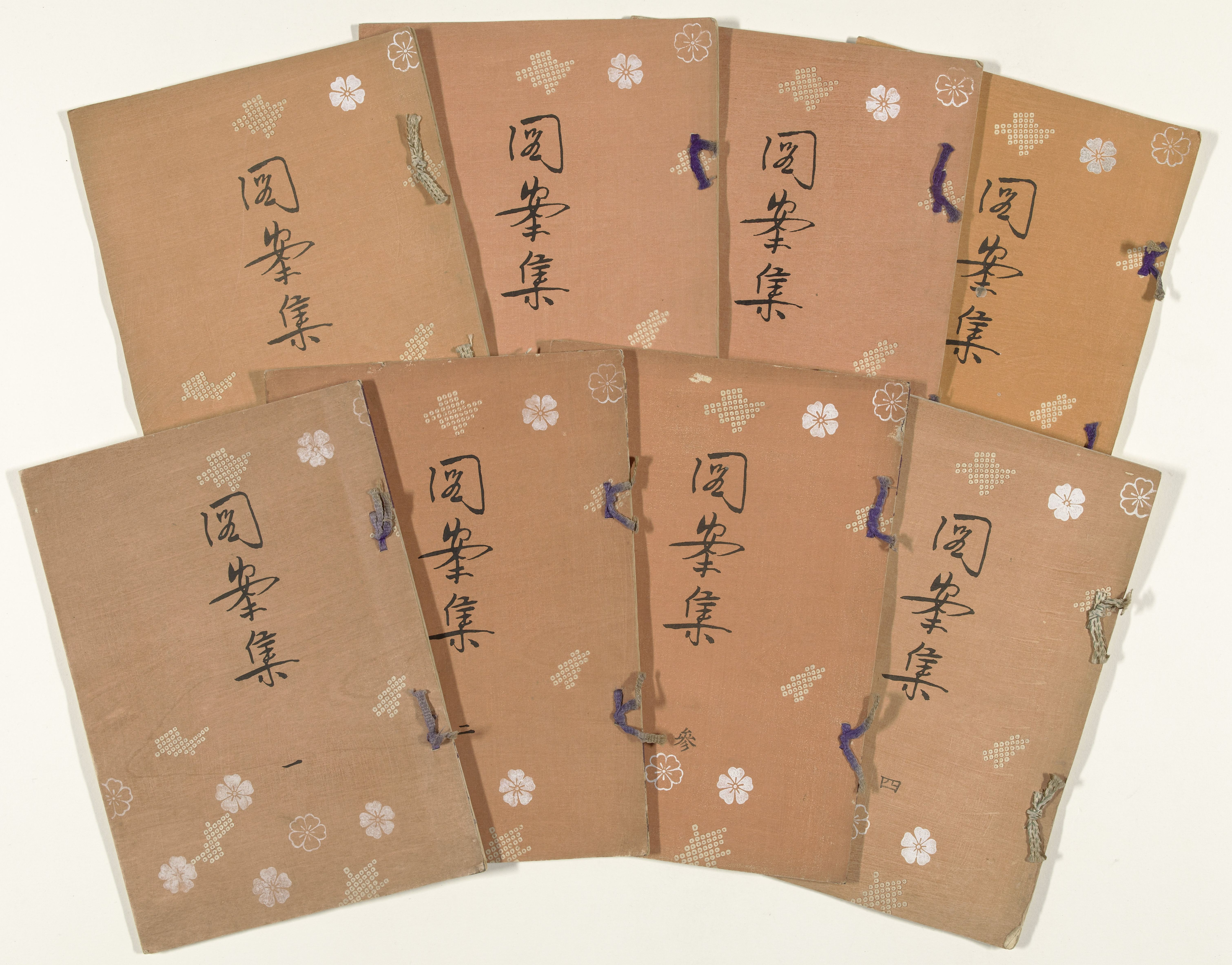
津田青楓『図案集』本田市次郎出版。（1900年から1901年）
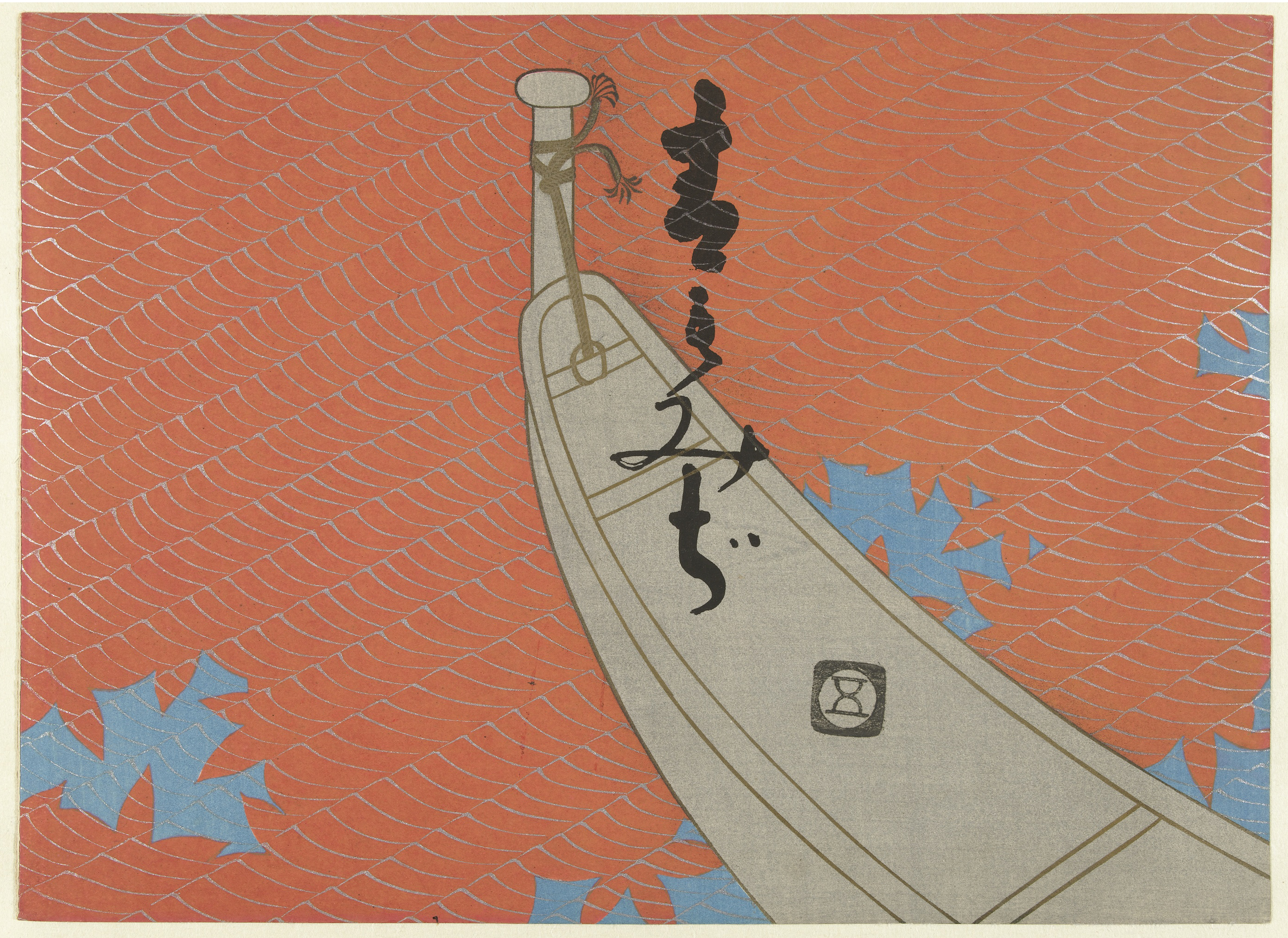
『青もみぢ』
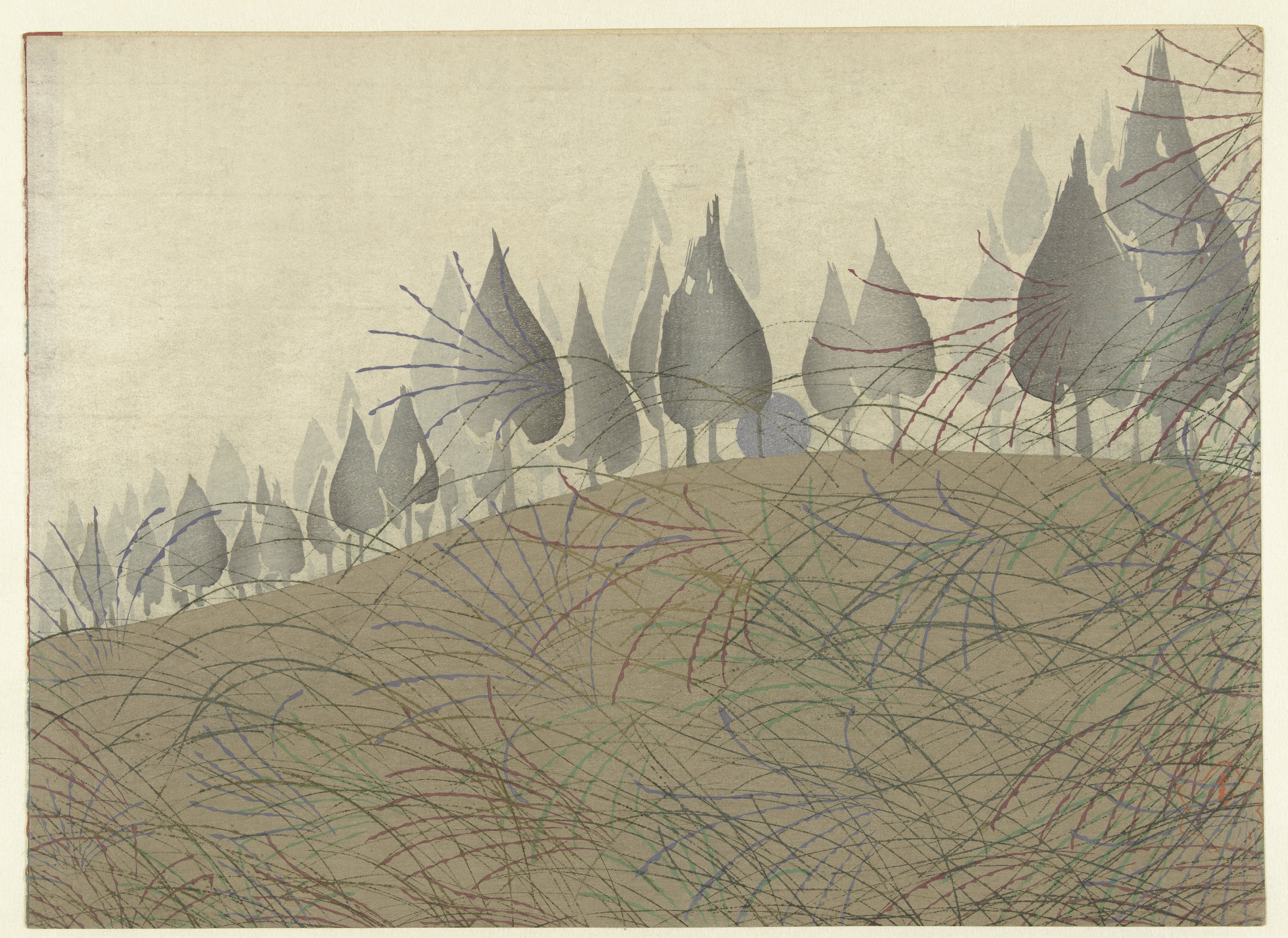
『青もみぢ』

- 『青もみぢ』本田雲錦堂, 1899-1901
- 『華紋譜 花 楓之巻』本田雲錦堂, 1899-1900
- 『花橘 巻1』編. 本田雲錦堂, 1903.6
- 『図案集 第1-7巻』本田雲錦堂, 1903-04
- 『うづら衣 巻1-3』山田芸艸堂, 1903
- 『ナツ草』山田芸艸堂, 1904
- 『画家の生活日記』弘文堂書房, 1924
- 『青楓随筆』弘文堂書房, 1924
- 『装幀図案集 第1集』芸艸堂, 1929
- 『書道と画道』小山書店,1933
- 『雑炊』楽浪書院, 1934
- 『墨荘雑記』楽浪書院,1934
- 『良寛随筆』翰墨同好会（ほか）, 1935
- 『青楓撰歌集』懶画房, 1941
- 『懶画房草筆』中央公論社, 1941
- 『懶六十三記』桜井書店, 1943
- 『寅彦と三重吉』万葉出版社, 1947
- 『河上・青楓白描像』クラルテ社, 1948
- 『漱石と十弟子』世界文庫, 1949、芸艸堂, 1974
- 『盲亀半生記』南画廊, 1956.9
- 『老畫家の一生』中央公論美術出版, 1963
- 『春秋九十五年』求龍堂, 1974
- 『津田青楓デッサン集 裸婦』小池唯則解説 (双書美術の泉）岩崎美術社, 1976.10

### 没後刊の画集・伝記
- 『津田青楓の図案 芸術とデザイン』 (近代図案コレクション) 芸艸堂, 2008.12
- 『背く画家津田青楓とあゆむ明治・大正・昭和 生誕一四〇年記念』芸艸堂, 2020.2
- 大塚信一『津田青楓　近代日本を生き抜いた画家』作品社, 2023